# Palais de Marbre de Téhéran

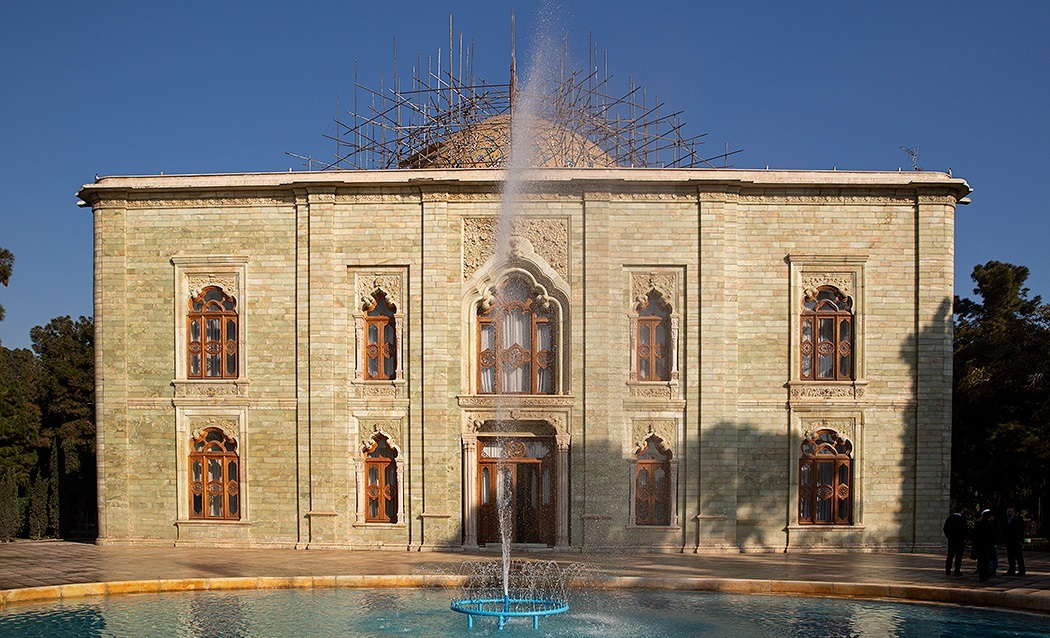

Le palais de Marbre -  persan : کاخ مرمر, Kākh-e Marmar - est un palais situé à Téhéran dans le centre de la capitale. Lorsqu'il a été construit, il se trouvait dans un quartier calme et résidentiel. C'était un palais servant de résidence à la famille royale iranienne. Il se trouve à l'intersection de la rue imam Khomeini (anciennement avenue Sepah) et de l'avenue Vali-yé Asr (anciennement avenue Pahlavi).

## Historique

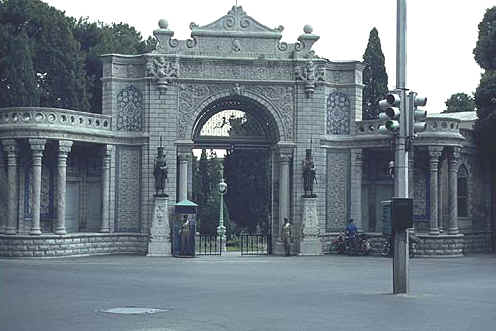

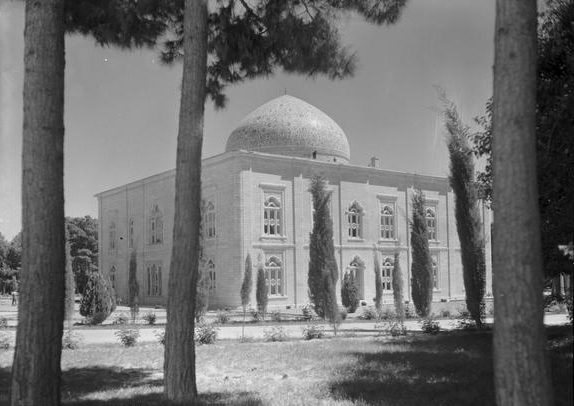

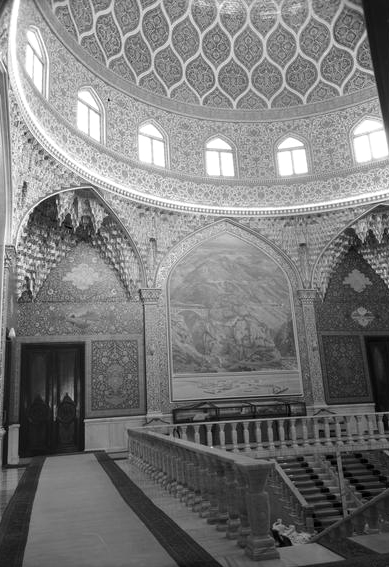

Reza Chah dans la poursuite qu'il menait pour la modernisation de son pays refusa de demeurer au palais du Golestân construit pour les souverains Qadjars et se fit construire un nouveau palais symbolisant la puissance de la nouvelle dynastie. Ce palais combinant dans une certaine sobriété le style oriental avec le style occidental a été construit par l'architecte français Joseph Léon et l'architecte iranien Fathallah Firdaous entre 1934 et 1937, selon un plan conçu en grande partie par le chah lui-même. Le palais devait ainsi servir aux réceptions et réunions officielles. La décoration intérieure est confiée à des maîtres d'architecture intérieure en style islamique, Mohammad Kâzem, Sani Khâtam et Hossein Tâher Zâdeh Behzâd. Les marqueteries  du salon de marqueterie sont remarquables. Le grand salon de réception dit « salon des miroirs » possédait une riche décoration intérieure avec des tapis précieux et des parois recouvertes de miroirs. Toutes les salles de réception sont extrêmement hautes de plafond. Le palais recouvert à l'extérieur de marbre blanc est surmonté d'un dôme dans le style d'Ispahan, rappelant lointainement celui de la mosquée du cheikh Lotfollah.
Le sous-sol du palais abritait sous le règne de la monarchie Pahlavi les joyaux de la Couronne, avant d'être confiés au Trésor national. Reza Chah y demeura avec sa quatrième épouse, Esmat Dowlatshahi et les enfants issus de cette union, jusqu'à son abdication forcée par les Britanniques en septembre 1941 qu'il signa en ces murs.
C'est dans ce palais qu'eurent lieu le mariage du jeune chah Mohammad Reza Pahlavi avec la princesse Fawzia d'Égypte en 1939, son deuxième mariage avec Soraya Esfandiary en 1951, le premier mariage de la princesse Shahnaz en 1957, et les fiançailles et le mariage du chah avec Farah Diba en 1959. Le 10 avril 1965, une tentative d'assassinat du chah par balle dans le jardin du palais par un membre de la Garde provoqua le déménagement du bureau du chah au palais Sâhebgharânieh au nord de Téhéran dans le quartier de Niâvarân. De 1970 à 1979, le palais de Marbre fut transformé en musée de la dynastie Pahlavi et ouvert au public. Parmi les objets exposés dans le musée figuraient les vêtements d’officier et le chapeau du roi troué par la balle le jour de l’attentat. Le musée est réaménagé en 1973. L'ensemble du palais représente 35 462 m2 de terrain et 2 870 m2 de surface bâtie. Après la révolution islamique de 1979, le palais a servi quelque temps au Conseil de discernement de l'intérêt supérieur du régime avant d'être abandonné. Tout le mobilier et les effets personnels de la famille royale sont transférés dans des réserves de musées, notamment au musée des arts décoratifs de Téhéran.
Les bâtiments servent ensuite à l'administration du régime. Ils sont restaurés et reconstruits en partie en 2009.